# Індивідуалістський фемінізм
Індивідуалістичний фемінізм (англ. Individualist feminism), іноді поєднується з лібертаріанським фемінізмом — феміністські ідеї, що роблять наголос на індивідуалізмі. Ця течія фокусується на повазі до кожної жінки та її особистості.

## Ідеї
Прихильниці індивідуалістичного фемінізму намагаються змінити правові системи з метою ліквідації класових та гендерних привілеїв для того, щоб люди мали рівні права, зокрема, рівні права за законом на свою особистість і власність.
Індивідуалістичний фемінізм закликає жінок взяти повну відповідальність за власне життя. Він також виступає проти будь-якого втручання держави у вибір дорослих людей щодо того, що вони роблять зі своїм тілом, тому що таке втручання створює примусову ієрархію (наприклад, патріархат).

## Історія
Асоціація лібертаріанських феміністок, заснована в 1973 році Тоні Натан, колишньою віцекандидаткою у президенти від Лібертаріанської Партії США, є однією з індивідуалістичних феміністських організацій. Вона займає суворі позиції проти державного втручання і на захист вибору. Інші феміністські організації — Матері за свободу, Інститут матерів, Жінки лібертаріанського альянсу.
- Вільям Ллойд Гаррісон (1805—1879)
- Езра Гейвуд[en] (1829—1893)
- Вольтарина де Клер[en] (1866—1912)
- Дора Мардсен[en] (1882—1960)
- Suzanne La Follette  (1893—1983)
- Тоні Натан[en] (нар. 1923)
- Джоан Кеннеді Тейлор[en] (1926—2005)
- Mimi Reisel Gladstein (нар. 1936)
- Шерон Преслі[en] (нар. 1943)
- Крістіна Гофф Соммерс (нар. 1950)
- Венді Макелрой[en] (нар. 1951)
- Вірджинія Пострел[en] (нар. 1960)
- Кеті Янг (нар. 1963)
- Родерік Лонг (нар. 1964)
- Тіффані Мілліон (нар. 1966)